# Jaroslava Valentová
Jaroslava Valentová, później Řezáčová, z domu Králová (ur. 11 grudnia 1945 w Pradze) – czeska lekkoatletka, specjalistka skoku wzwyż. W czasie swojej kariery reprezentowała Czechosłowację.
Zdobyła srebrny medal w skoku wzwyż na europejskich igrzyskach juniorów w 1964 w Warszawie, przegrywając jedynie z Ritą Gildemeister z Niemieckiej Republiki Demokratycznej.
Zdobyła brązowy medal na europejskich igrzyskach halowych w 1967 w Pradze (pokonały ją tylko Taisija Czenczik ze Związku Radzieckiego i Linda Knowles z Wielkiej Brytanii). Na kolejnych europejskich igrzyskach halowych w 1968 w Madrycie zajęła 9.–10. miejsce. 
Zajęła 4. miejsce na igrzyskach olimpijskich w 1968 w Meksyku, przegrywając jedynie ze swą rodaczką Miloslavą Rezkovą i reprezentantkami ZSRR Antoniną Okorokową i Wałentyną Kozyr. Na mistrzostwach Europy w 1969 w Atenach zajęła 10. miejsce.
Valentová była wicemistrzynią Czechosłowacji w skoku wzwyż w 1968 oraz brązową medalistką w 1967 i 1969, a także mistrzynią w hali w 1969 i 1970.
Jako pierwsza zawodniczka z Czechosłowacji skoczyła 180 cm (15 maja 1968 w Hradcu Králové). 4 października tego roku w Meksyku wyrównała nowy rekord ustanowiony przez Rezkovą na wysokości 182 cm).